# Aora mortoni
Aora mortoni är en kräftdjursart. Aora mortoni ingår i släktet Aora och familjen Aoridae. Inga underarter finns listade i Catalogue of Life.